# Матраса

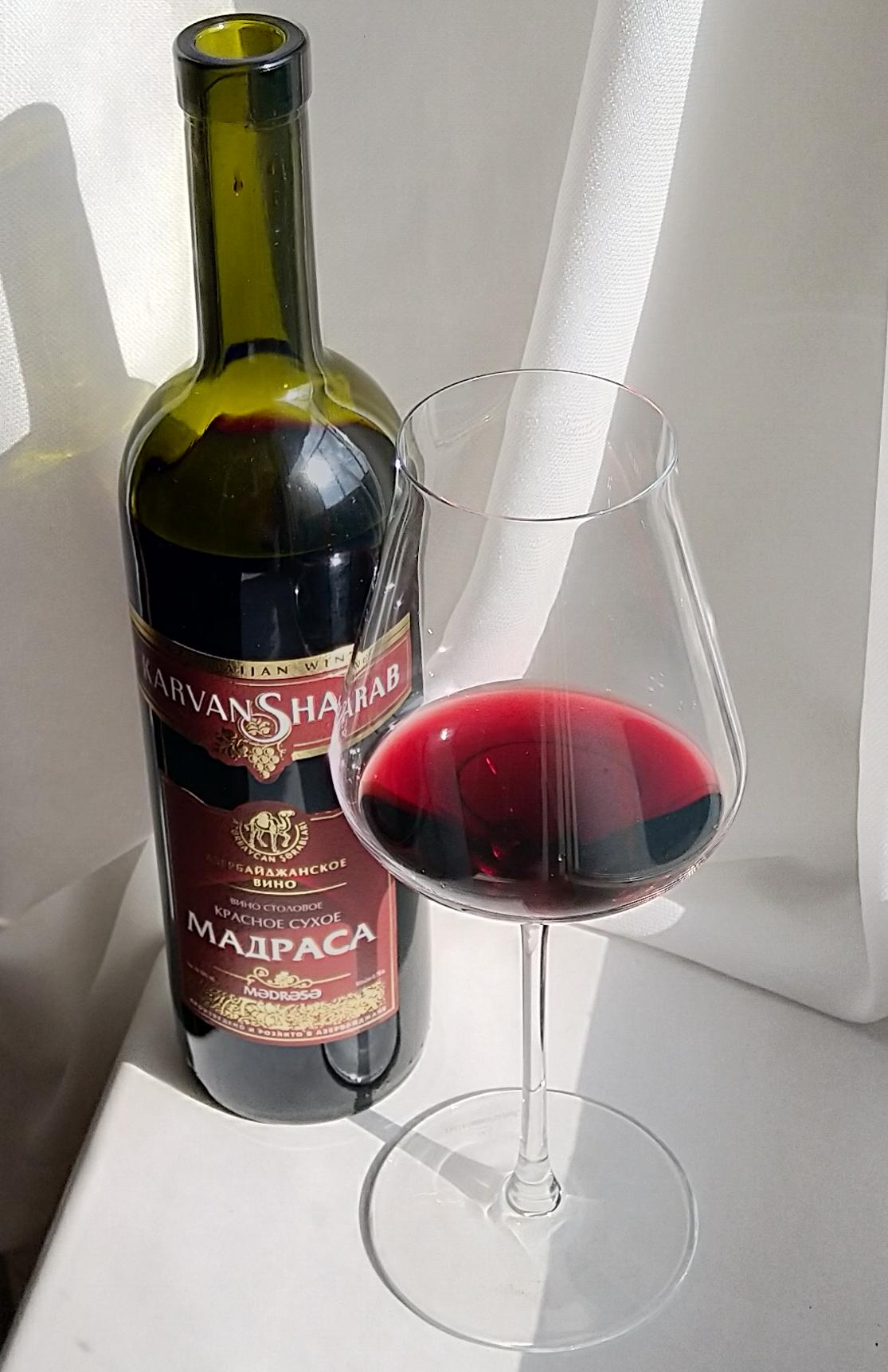
Азербайджанське сухе вино з мадраса

Матраса або мадраса — сорт винограду, поширений в Азербайджані (особливо в Шемахинському районі, селище Матраса), де відомий також під назвами Широчіні, Кара Широчіні. Сорт середнього терміну дозрівання: повна зрілість наступає в жовтні. Використовується для приготування високоякісних столових вин і хороших десертних вин типу Кагору. Найкращим столовим вином цього сорту є вино Матраса.
Встановлено, що при термічній обробці мезги з винограду сорту Матраса фарбники випадають меншою мірою, чим в інших сортів. Ця властивість особливо цінна при отриманні з Матраси вин типу Кагору.
З винограду сорту Матраса в Узбекистані виходять столові вина хорошої якості. Вони мають темно-гранатове забарвлення, не сильний, але приємний букет. Міцні вина типу портвейну радують хорошим забарвленням, типовим букетом і повним гармонійним смаком. В Узбекистані готувалися з Матраси й напівсолодкі вина з приємним фруктовим тоном і ніжним смаком.
В Україні вирощують у Криму. Є також посадки в Казахстані та Туркменистані.